# Manuel de Falla

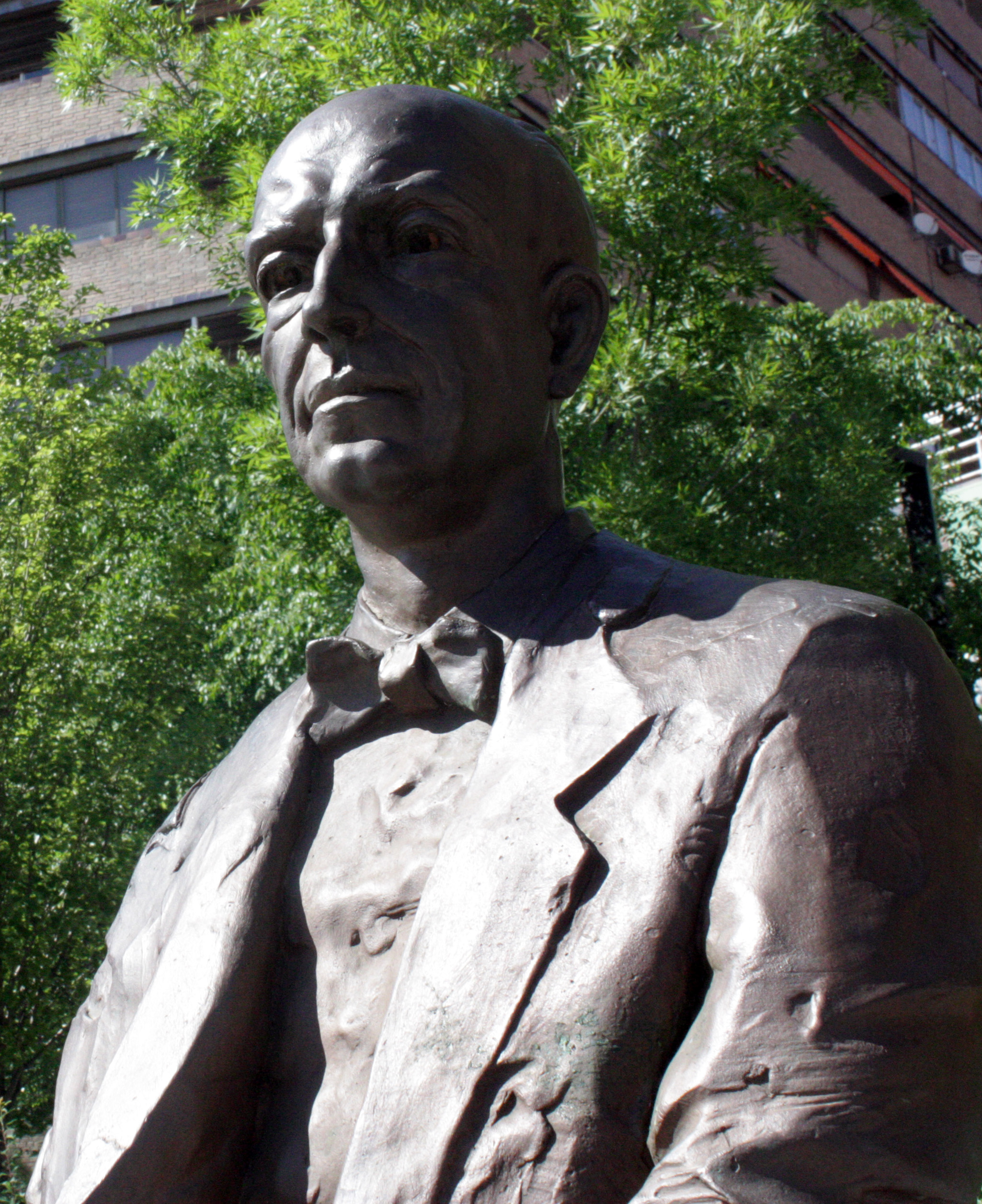
De-Falla-Denkmal in Granada.

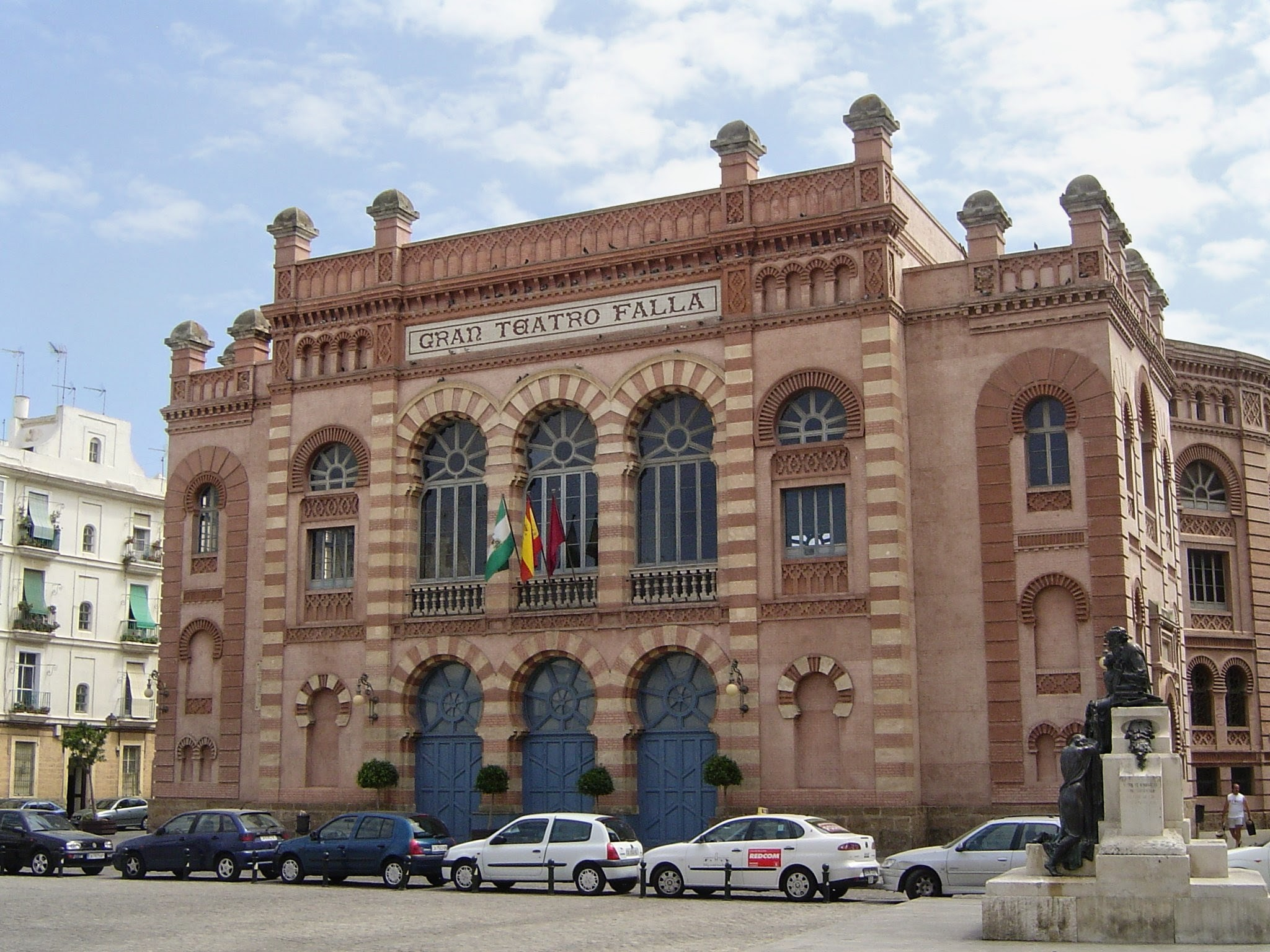
Das nach de Falla benannte Gran Teatro Falla in Cádiz.

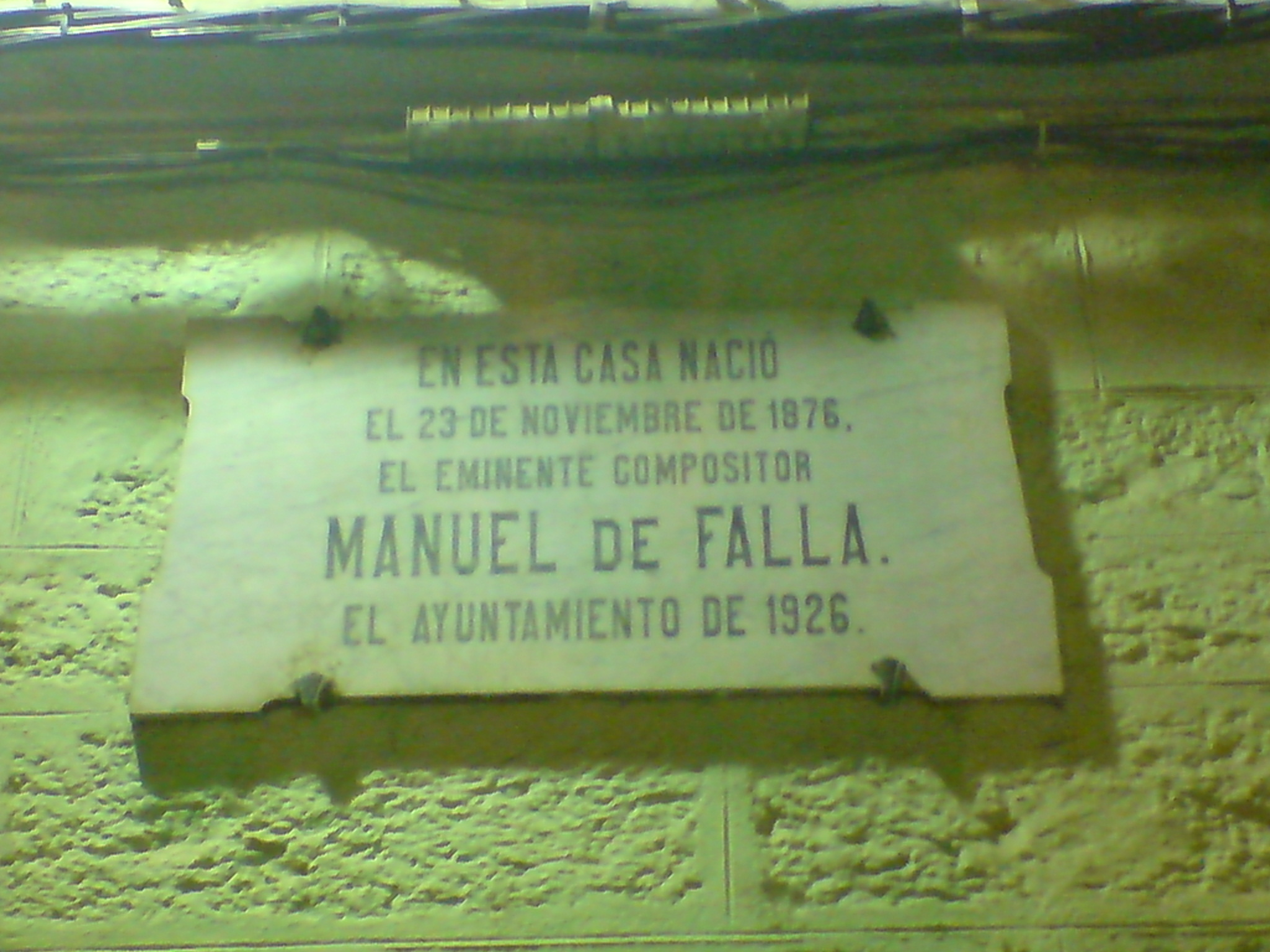
Tafel am Geburtshaus in Cádiz.

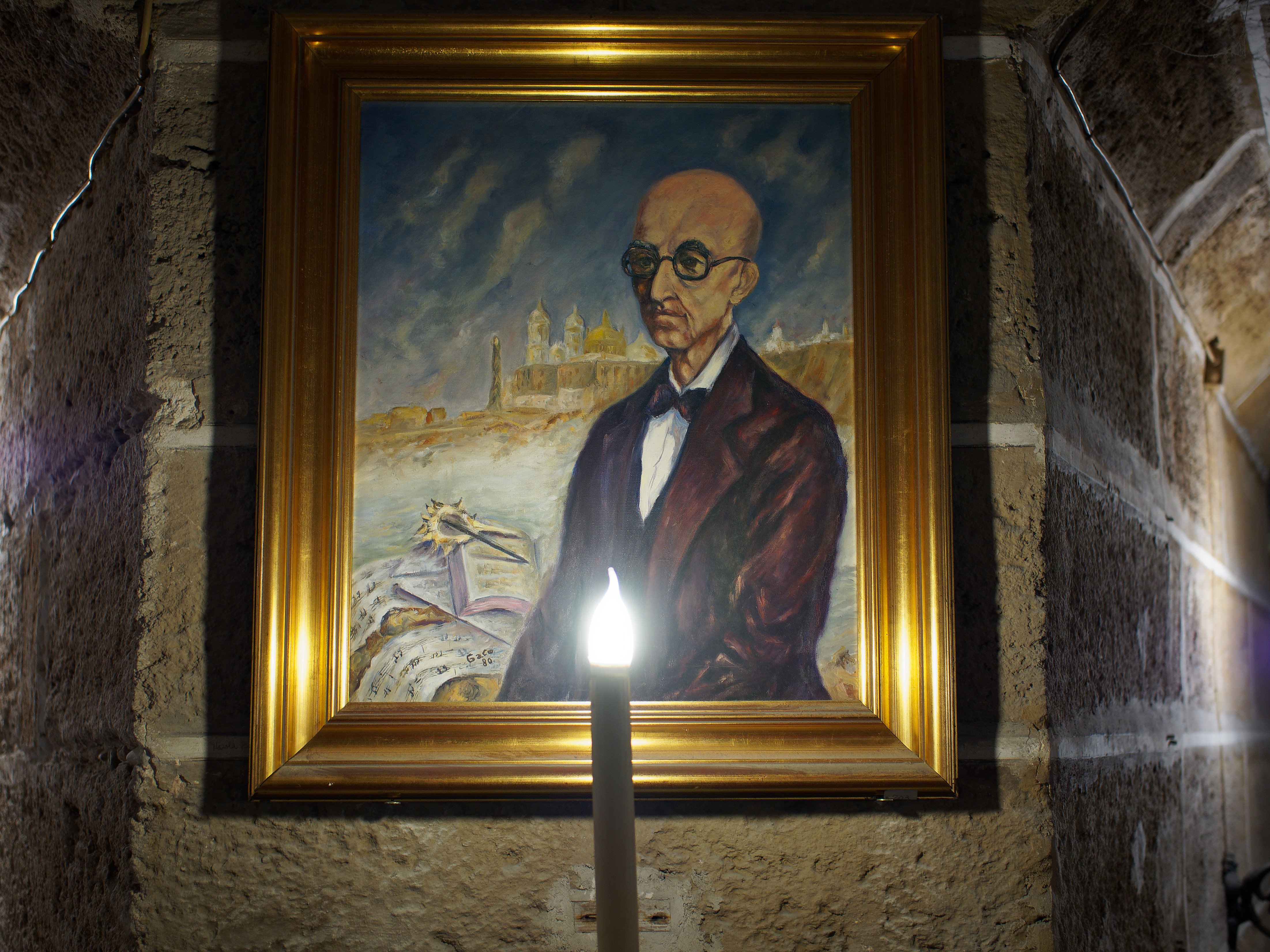
Porträt in der Krypta der Kathedrale in Cádiz, in der er begraben ist

Manuel María de Falla y Matheu [maˈnwel ðe ˈfaʎa] (* 23. November 1876 in Cádiz; † 14. November 1946 in Alta Gracia in Argentinien) war ein spanischer Komponist.

## Leben
Als Sohn eines Kaufmanns und einer Pianistin erhielt Manuel de Falla den ersten Musikunterricht von seiner Mutter María Jesús Matheu. Weitere Studien bei Alejandro Odero und Enrique Broca folgten, doch schwankte er zunächst noch zwischen einer literarischen und einer musikalischen Laufbahn. 1896 nahm er schließlich ein Musikstudium am Madrider Konservatorium als Klavierschüler von José Tragó auf, gewann in den Folgejahren mehrere Preise und schrieb seine ersten Kompositionen, darunter Lieder, Klavier- und Kammermusik.
Zur finanziellen Unterstützung seiner Familie komponierte de Falla zwischen 1901 und 1903 fünf Zarzuelas, zwei davon in Zusammenarbeit mit Amadeo Vives. Sie waren jedoch nicht sehr erfolgreich.
Ab 1902 studierte de Falla bei Felipe Pedrell, dem Begründer der spanischen Nationalmusik. Seinen Durchbruch als Komponist erlebte de Falla mit der 1904/1905 geschriebenen, von heimatlicher Volks- und Flamencomusik geprägten, in Granada spielenden, Oper La vida breve (Das kurze Leben). Mit ihr gewann er den ersten Preis eines Opernwettbewerbs der Real Academia de Bellas Artes de San Fernando.
1907 ging de Falla nach Paris. Der Kontakt mit den hier lebenden Komponisten des Impressionismus wie Claude Debussy, Maurice Ravel, Paul Dukas und dem Spanier Isaac Albéniz beeinflusste de Fallas Stil. In Paris entstanden die Trois mélodies (1909) nach Gedichten von Théophile Gautier und 1912 die Siete canciones populares españolas.
Bei Ausbruch des Ersten Weltkrieges kehrte de Falla nach Madrid zurück, wo 1915 seine Gitanería El amor brujo („Der Liebeszauber“) uraufgeführt wurde, die er später zu einem Ballett mit Gesang umarbeitete (Uraufführung 1921 in London). 1916 folgte Noches en los jardines de España (Nächte in spanischen Gärten), eine dreisätzige Suite für Klavier und Orchester. Die Pantomime El corregidor y la molinera (Der Friedensrichter und die Müllerin, 1917) nach der Novelle von Pedro Antonio de Alarcón – die schon Hugo Wolf als Vorlage für seine Oper Der Corregidor gedient hatte – bearbeitete er zu dem Ballett El sombrero de tres picos (Der Dreispitz), das aus einer 1916 begonnenen Zusammenarbeit mit Sergei Djagilew hervorging und seine Uraufführung 1919 in London in der Ausstattung von Pablo Picasso erlebte.
1921 ließ sich de Falla in Granada nieder, wo er sich regelmäßig mit lokalen Künstlern und Intellektuellen traf und im Juni 1920 bereits das Miguel Llobet gewidmete Gitarrenwerk Homenaje (Pour le Tombeau de Claude Debussy) (erschienen im Dezember 1920) komponiert hatte. Zum Freundeskreis de Fallas gehörte auch der Gitarrist Andrés Segovia. Nahe der Alhambra befindet sich heute das Auditorio Manuel de Falla mit Konzertsälen und Dokumenten zu Leben und Werk von Manuel de Falla. Außerdem kann auf der Anlage das Casa Museo Manuel de Falla besichtigt werden.  
Beeindruckt von der Begeisterung Federico García Lorcas für die alten Formen des Cante jondo entschloss de Falla sich im Juli 1921 zur Ausrichtung eines Gesangwettbewerbs zum Erhalt dieser „wertvollen künstlerischen Ausdrucksform Europas“. Im Jahr 1922 initiierte de Falla mit García Lorca, den er bei einem der regelmäßigen nächtlichen Zusammenkünfte mit Künstlern in Granada während eines Gedichtvortrags García Lorcas kennengelernt hatte und mit dem ihm bald darauf eine lebenslange Freundschaft verband, den Flamencowettbewerb „Concurso de Cante jondo“. In einem anonym publizierten Artikel El cante jondo, cante primitivo andaluz („Der cante jondo, der ursprüngliche andalusische Gesang“) drückte er seine Besorgnis um das Weiterbestehen des Genres aus.
Immer weiter entfernte sich de Falla nun vom opulenten Impressionismus hin zu einem spröderen, klassizistischen Musikstil. Sein nächstes Bühnenwerk, El retablo de maese Pedro (Meister Pedros Puppenspiel, 1923) nach Cervantes’ Don Quijote, ist eine Puppenoper und erlangte bei den Weltmusiktagen der Internationalen Gesellschaft für Neue Musik 1926 in Zürich große internationale Beachtung. Im Retablo de maese Pedro entdeckte er für sich das Cembalo, dem er das Konzert für Cembalo und fünf Soloinstrumente (1926) widmete. Im selben Jahr wurde ihm der Orden der Ehrenlegion verliehen. Ein Jahr darauf, 1927, wurde er Ehrenmitglied der Internationalen Gesellschaft für Neue Musik. Danach begann er sein szenisches Oratorium Atlántida. Doch seine sich zunehmend verschlechternde Gesundheit zwang ihn zu langen Schaffenspausen, teilweise traten Lähmungen auf. Zusätzlich bedrückte ihn der 1936 beginnende Spanische Bürgerkrieg. 1939 emigrierte de Falla nach Argentinien, zutiefst erschüttert über den Zweiten Weltkrieg. Dort starb er 1946, ohne Atlántida vollenden zu können. Sein bedeutendster Schüler Ernesto Halffter ergänzte das Werk.
Seine letzte Ruhe fand de Falla nach der Überführung nach Spanien in der Kathedrale seiner Geburtsstadt Cádiz.
Seit 1935 war er assoziiertes Mitglied (Élu associé) der Académie royale des Sciences, des Lettres et des Beaux-Arts de Belgique (Classe des Beaux-Arts).
Sein Bildnis zierte eine 100-Pesetas-Banknote von Spanien (Madrid 17 de Noviembre de 1970) und 2014 eine Goldmünze zu 200 Euro.
2014 widmete der deutsche Maler Matthias Wunsch seine Gemäldeserie Sieben spanische Bilder de Fallas Siete canciones populares españolas.

## Werke
Bühnenwerke
- La casa de Tócame Roque. Zarzuela (1900; verschollen)
- Limosna de amor. Zarzuela (1901)
- Los amores de la Inés. Zarzuela (1902)
- El cornetín de órdenes. Zarzuela (1903, mit A. Vives; verschollen)
- La cruz de Malta. Zarzuela (1903, mit A. Vives; verschollen)
- La vida breve (Das kurze Leben). Lyrisches Drama (1904–1905)
- El amor brujo. Ballett (1914–1915)
- Soleá. Schauspielmusik (1916)
- El corregidor y la molinera. Farsa mimica (1916–1917); 1918–1919 bearbeitet als El sombrero de tres picos (Der Dreispitz)
- El fuego fatuo. Komische Oper nach Chopin (1918–1919); unvollendet. Im Auftrag der Opernhäuser Madrid und Lissabon soll der italienische Komponist Fabio Vacchi das Fragment vervollständigen.
- El retablo de maese Pedro. Puppenoper (1919–1922)
- Auto de los reyes magos. Schauspielmusik (1923)
- El gran teatro del mundo. Schauspielmusik (1927)
- La vuelta de Egipto. Schauspielmusik (1935)
- Atlántida. Cantata escénica (unvollendet; ergänzt von E. Halffter)

Orchesterwerke
- Noches en los jardines de España. (Nächte in spanischen Gärten.) Sinfonische Impressionen für Klavier und Orchester (1911–1915)
- Homenajes (1920–1939) (Fanfare sobre el nombre de E. F. Arbós – à Cl. Debussy – à P. Dukas – Pedrelliana)

Lieder
- Dos rimas (1899–1900)
- Preludios (1900)
- Tus ojillos negros (1902)
- Trois mélodies (1909)
- Siete canciones populares españolas (1914–1915)
- Oración de las madres que tienen a sus hijos en brazos (1914)
- El pan de ronda (1915)
- Soneto a Córdoba (1927)

weitere Vokalwerke
- Psyché für Gesang, Flöte, Harfe und Streichtrio (1924)
- Invocatio ad individuam Trinitatem für 3 Frauenstimmen (1928)
- Sinite parvulos für 3 Kinderstimmen (1932)
- Balada de Mallorca nach Chopin für Chor (1933)
- Himno marcial nach Pedrell (1937)

Kammermusik
- Melodía für Violoncello und Klavier (1897–1899)
- Mireya für Flöte und Klavierquartett (1899)
- Klavierquartett (1899)
- Romanza für Violoncello und Klavier (1899)
- Serenata andaluza für Violine und Klavier (1899)
- Homenaje Pour le Tombeau de Claude Debussy für Gitarre (1920; uraufgeführt 1921; orchestriert in Homenajes)
- Fanfare pour une fête (1921)
- Konzert für Cembalo, Flöte, Oboe, Klarinette, Violine und Violoncello (1923–1926)

Klavierwerke
- Nocturno (1899)
- Serenata andaluza (1899)
- Canción (1900)
- Vals-capricho (1900)
- Cortejo de gnomos (1901)
- Hoja de álbum (1902)
- Allegro de concierto (1903)
- Pièces espagnoles (1902–1908)
- Cuatro piezas españolas (1909)
- Fantasía bética (1919)
- Canto de los remeros de Volga (1922)
- Pour le tombeau de Paul Dukas (1935; orchestriert in Homenajes)

## Schriften
- Escritos sobre música y músicas. Madrid 1972.